# Valdestillas (stacja kolejowa)
Valdestillas (hiszp: Estación de Valdestillas) – stacja kolejowa w Valdestillas, w prowincji Valladolid, we wspólnocie autonomicznej Kastylia i León.
Stacja składa się z jednego budynku, który jest dostępny z jednej z bocznych ulic, jak również peronu Adif.